# Hannah Montana 2: Non-Stop Dance Party
Hannah Montana 2: Non-Stop Dance Party ist das erste Remixalbum für die Fernsehserie Hannah Montana, welches am 29. Januar 2008 unter dem Label Walt Disney Records erschien.

## Inhalt
Die Lieder des Albums sind Remixe der Lieder des Albums Hannah Montana 2. Alle elf Lieder werden von der Hauptdarstellerin der Serie, Miley Cyrus, gesungen.
Auf der CD ist zudem der Bonustrack „Chris Cox Megamix“ enthalten, sowie Videos von Live-Auftritten eines Konzertes von Miley Cyrus als Hannah Montana in London, eine Diashow von Fotos und ausdruckbare Party-Einladungen. Die Walmart-Edition umfasst zusätzlich einen weiteren exklusiven Bonustrack, einen Remix von This Is the Life.
Alle Lieder wurden von Chris Cox geremixt und produziert, außer der exklusive Bonustrack This Is the Life als Remix, welcher von Marco Marinangeli geremixt und produziert wurde.

## Titelliste
| 1.  | One In a Million (Chris Cox Remix)         | 4:49 |
| 2.  | True Friend (Chris Cox Remix)              | 3:01 |
| 3.  | Old Blue Jeans (Chris Cox Remix)           | 3:21 |
| 4.  | Make Some Noise (Chris Cox Remix)          | 4:36 |
| 5.  | Nobody’s Perfect (Chris Cox Remix)         | 3:56 |
| 6.  | Rock Star (Chris Cox Remix)                | 3:41 |
| 7.  | Life’s What You Make It (Chris Cox Remix)  | 3:26 |
| 8.  | We Got the Party (Chris Cox Remix)         | 4:21 |
| 9.  | You and Me Together (Chris Cox Remix)      | 3:51 |
| 10. | Bigger Than Us (Chris Cox Remix)           | 3:55 |
| 11. | Chris Cox Megamix                          | 3:12 |
|     | Walmart-Bonus-Tracks                       |      |
| 11. | This Is the Life (Marco Marinangeli Remix) | 2:50 |
|     | DVD                                        |      |
| 1.  | Nobody’s Perfect (Live from London)        | 3:20 |
| 2.  | Life’s What You Make It (Live from London) | 3:11 |
| 3.  | Photo Slideshow                            | 1:57 |

## Rezeption

### Chartplatzierungen
Hannah Montana 2: Non-Stop Dance Party erreichte in den US-amerikanischen Billboard 200 Rang sieben der Charts und platzierte sich zwei Wochen in den Top 10 sowie 14 Wochen in den Charts. Cyrus erreichte hiermit nach Hannah Montana (O.S.T.) und Hannah Montana 2: Meet Miley Cyrus zum dritten Mal die US-amerikanischen Albumcharts, zugleich ist es ihr dritter Top-10-Erfolg. Darüber hinaus platzierte sich das Album an der Chartspitze der US-amerikanischen Top Dance/Electronic Albums und den Top Kid Audio Charts.
| ChartsChartplatzierungen       | Höchstplatzierung | Wochen |
| ------------------------------ | ----------------- | ------ |
| Vereinigte Staaten (Billboard) | 7 (14 Wo.)        | 14     |

### Auszeichnungen für Musikverkäufe
| Land/Region               | Auszeichnungen für Musikverkäufe (Land/Region, Auszeichnung, Verkäufe) | Verkäufe |
| ------------------------- | ---------------------------------------------------------------------- | -------- |
| Brasilien (PMB)           | Gold                                                                   | 30.000   |
| Vereinigte Staaten (RIAA) | —                                                                      | 40.000   |
| Insgesamt                 | 1× Gold ·                                                              | 70.000   |

Hauptartikel: Miley Cyrus/Auszeichnungen für Musikverkäufe